# Pygmeopolia viridis
Pygmeopolia viridis är en fjärilsart som beskrevs av Márton Hreblay och Ronkay 1998. Pygmeopolia viridis ingår i släktet Pygmeopolia och familjen nattflyn. Inga underarter finns listade.